# Trogonoptera
Trogonoptera is een geslacht van vlinders in de familie pages (Papilionidae).

## Soorten
- Trogonoptera brookiana Wallace, 1855
- Trogonoptera trojanus Honrath, 1886